# Hofkirchen Airport
Hofkirchen Airport (tyska: Flugplatz Hofkirchen) är en flygplats i Österrike.   Den ligger i distriktet Linz-Land och förbundslandet Oberösterreich, i den nordöstra delen av landet, 150 km väster om huvudstaden Wien. Hofkirchen Airport ligger 355 meter över havet.
Terrängen runt Hofkirchen Airport är platt. Runt Hofkirchen Airport är det ganska tätbefolkat, med 60 invånare per kvadratkilometer.. Närmaste större samhälle är Linz, 18,9 km norr om Hofkirchen Airport.
Trakten runt Hofkirchen Airport består till största delen av jordbruksmark.